# Cobertura da mídia sobre a pandemia de COVID-19
A cobertura da mídia sobre a pandemia de COVID-19 variou por país, período e meio de comunicação, variando de censura direta a extensa cobertura.

## Nível de cobertura
Em janeiro de 2020, o primeiro mês completo em que o surto foi conhecido, a revista Time registrou 41.000 artigos em inglês contendo o termo "coronavírus", dos quais 19.000 chegaram às manchetes. Isso foi comparado à epidemia de ébola em Kivu, que tinha 1.800 artigos e 700 manchetes em agosto de 2018. Paul Levinson, pesquisador em comunicações e estudos de mídia, atribuiu essa ampla disparidade à reação da percepção de supercobertura do surto de Ebola de 2014, juntamente com preocupações sobre a censura chinesa da cobertura.

## Por país

### China
O governo chinês foi duramente criticado por censurar a gravidade do surto. Imediatamente após a quarentena inicial de Wuhan e cidades próximas, a mídia estatal chinesa, como o People's Daily, inicialmente incentivou as postagens nas redes sociais buscando ajuda entre cidadãos em plataformas como Weibo. Vários jornalistas publicaram artigos investigativos que contradiziam declarações oficiais e mídia, indicando que o número de casos em Wuhan é significativamente maior do que o relatado.

### Reino Unido
Em reportagens sobre o surto, jornais tabloides britânicos como The Sun e The Daily Mail usaram uma linguagem descrita como "indutora de medo". Segundo o Trust Barometer da Edelman, os jornalistas eram a fonte menos confiável de informações sobre a pandemia no Reino Unido, com 43% dos pesquisados confiando neles para denunciar a verdade, atrás de funcionários do governo (48%) e "países mais afetados"(46%). Isso ocorreu apesar da mídia convencional ser a principal fonte de informações sobre a pandemia no Reino Unido.

### Estados Unidos
Os anfitriões de opinião e convidados da Fox News, uma mídia conservadora, inicialmente subestimaram o surto da doença, com alguns convidados acusando outros meios de comunicação de exagerar a doença por razões políticas. Uma apresentadora da Fox Business, Trish Regan, afirmou em seu programa Trish Regan Primetime que a cobertura da mídia do coronavírus foi deliberadamente criada pelo Partido Democrata como uma "histeria em massa para incentivar uma venda no mercado". Por outro lado, Tucker Carlson, assumiu uma posição muito mais séria em relação à doença, criticando outros hospedeiros que a comparavam à uma gripe comum. O show de Regan foi suspenso mais tarde.
O presidente Donald Trump inicialmente acusou meios de comunicação como a CNN de "fazer tudo o que podem para instilar medo nas pessoas", uma declaração ecoada pelo chefe de gabinete interino da Casa Branca, Mick Mulvaney. Trump havia sido mencionado entre um quarto e um terço dos relatos da mídia sobre o vírus nos EUA entre 25 e 28 de fevereiro. Uma pesquisa da Axios, realizada entre 5 e 9 de março de 2020, constatou que 62% dos apoiadores republicanos acreditavam que a cobertura do surto pela mídia é exagerada, em comparação com 31% dos apoiadores democratas e 35% dos independentes.